# Francisco Antunes Santana
Francisco Antunes Santana (* 11. Oktober 1924 in Lissabon; † 5. März 1982) war Bischof von Funchal.
Santana wurde am 29. Juni 1948 zum Priester geweiht. Am 18. März 1974 wurde er zum Bischof von Funchal ernannt und am 21. April 1974 durch António Ribeiro ordiniert. Er erlag im Frühjahr 1982 den Folgen einer Krebserkrankung.